# Franz-Josef Vogt
Franz-Josef Vogt (Triesen, 30 ottobre 1985) è un ex calciatore liechtensteinese, difensore.

## Carriera

### Nazionale
Conta 29 presenze con il Liechtenstein.